# 朗読者
『朗読者』（ろうどくしゃ、ドイツ語: Der Vorleser）は、1995年に出版されたベルンハルト・シュリンクによる長編小説。2008年に映画化され、その翌年には日本でも公開された。「日本語を含む多くの言語に翻訳され、広い範囲の読者に読まれた」。 松永美穂は邦訳によって第54回毎日出版文化賞特別賞を受賞した。

## あらすじ
ある雨の日、15歳だったミヒャエル・ベルクは学校からの帰り道で気分が悪くなり、名前も知らない女性に看病して貰う。その後、黄疸にかかっていることが分かり、数ヶ月間病の床につく。快復した彼はバーンホーフ通りを歩いて女性の住居を探し再会、ほどなく二人は男女の仲となる。彼女の名はハンナ・シュミッツ。ある日、ハンナにせがまれ、ミヒャエルが本を朗読して聞かせることになり、朗読は2人の習慣となった。朗読されたのはトルストイの『戦争と平和』やホメロスの『オデュッセイア』など。そして突然に、ハンナは行方をくらましてしまう。
大学生になったミヒャエルは、ナチスの戦争犯罪に関する裁判を傍聴し、思いがけず被告としてハンナの姿を認めることになる。彼女は第二次世界大戦中に強制収容所で看守をしていたのである。数週間続いた裁判によって、彼女が戦時中にどういう事件に関与していたのかが明らかにされる。裁判で彼女にかけられた容疑は、事実よりも重い罪であろうことは明白だが、ある理由から彼女は抗弁を全くせず、裁判はハンナに不利に進んだ。ミヒャエルはアルザスを旅行し、彼女が戦時中に勤めていた強制収容所の跡地を訪問した。そしてハンナや、ナチスの戦争犯罪について思いを巡らせる。その年の6月末に、ハンナは無期懲役の判決を受けた。
ミヒャエルはハンナに送るために、『オデュッセイア』を朗読して録音し、刑務所に送る。4年目になって、彼女から手紙が届く。彼は刑務所を訪問し、彼女と再会した。出所の準備を進めていたが、その当日になってハンナが自殺しているのが発見された。彼女の遺書らしき紙も見付かり、ミヒャエルはその遺志を叶えて、一度きりの墓参りをするのだった。
丸谷才一は、「この長篇小説に清新な趣を強く与へているのは「読んでもらふ」から「自分で読む」への成長といふ」要素であると評している。

## 登場人物
ミヒャエル・ベルク
主人公で物語の語り手。
ハンナ・シュミッツ
1922年10月21日、ヘルマンシュタット生まれ。ミヒャエルよりも21歳も年上の女性。

## 映画化
- 『愛を読むひと』(2008年) 　監督：スティーブン・ダルドリー、出演：ケイト・ウィンスレット、レイフ・ファインズ

### 日本語訳
- 松永美穂訳 新潮文庫 2003年　ISBN 978-4-10-200711-2

### その他
- 西部邁、佐高信「シュリンク『朗読者』」『西部邁と佐高信の快著快読』光文社、2012年10月20日、83-114頁。ISBN 978-4-334-97716-0。
- 丸谷才一『蝶々は誰からの手紙』マガジンハウス、2008年3月21日、57-59頁。ISBN 978-4-8387-1768-2。